# Râul Stejeriș
Râul Stejeriș este un curs de apă, afluent al râului Unirea. 

## Hărți
- Harta Munții Apuseni
- Harta Județului Cluj
- Harta Munții Trascău  Arhivat în 11 octombrie 2008, la Wayback Machine.